# Asociación empresarial
Una asociación empresarial es un tipo de asociación que agrupa a empresas y proveedores para el desarrollo de las relaciones estratégicas entre ellos, basados en el logro de las mejores prácticas y la ventaja competitiva con sus clientes sostenible. El modelo socioempresarial es un proceso en el que los profesionales de relaciones humanas trabajan en estrecha colaboración con los líderes y gerentes de línea para lograr los objetivos organizacionales compartidos.

## Descripción
La misión de la asociación empresarial (o de negocios) y los aspectos clave de la disciplina han sido desarrollados recientemente en el campo del turismo. La misión de la asociación de negocios (para el turismo) consiste en "crear, organizar, desarrollar y hacer cumplir las asociaciones operativa (corto plazo), táctica (medio plazo) y estratégica (largo plazo)". La asociación es el proceso de dos o más entidades que crean soluciones sinérgicas para sus retos.

### Formación de la asociación empresarial
Las empresas en general tienen que formar alianzas con otras empresas para hacer posible su modelo de negocio (Teece, 2010). Para llegar a ser atractivo para otros negocios, las empresas necesitan alinear sus características internas, como el estilo de gestión y productos con la situación del mercado. En su estudio del año 2013, Kask y Linton desarrollan dos perfiles ideales, también conocidos como configuraciones o arquetipos, para las nuevas empresas comercializadoras de invenciones. El perfil del heredero convoca a un estilo de gestión que no es demasiado emprendedor (más conservador) y la puesta en marcha debe tener una invención incremental (basándose en una estándar previo). Este perfil se dispuso a tener más éxito (en la búsqueda de un socio de negocios) en un mercado con un diseño dominante (una norma clara se aplica en este mercado).
En contraste con este perfil esta el originador que tiene un estilo de gestión que es altamente emprendedor y tiene una invención radical (un estándar totalmente nuevo). Este perfil se propuso tener más éxito (en la búsqueda de un socio de negocios) en un mercado que no tiene un diseño dominante (estándar establecido). Las nuevas puestas en marcha deberían alinearse a uno de los perfiles al comercializar una invención para poder encontrar y ser atractivo para algún socio de negocios. Al encontrar un socio de negocios una puesta en marcha tendrá mayores posibilidades de convertirse en un éxito (Kask & Linton, 2013).

### Beneficios
Reducción de los costos generales. La asociación empresarial puede ser más barata y flexible que una fusión o adquisición, y puede emplearse cuando una fusión o una adquisición no es factible.
La asociación empresarial aumenta la "ventaja competitiva" (Porter, 1985). Los beneficios directos de la asociación empresarial consisten en una mayor ventaja competitiva a través de la cooperación (la ventaja co-operativa) e incluso mejores oportunidades de ingresos, la ocupación y la inversión en el sector de aplicación.
La asociación empresarial crea un modelo no tan tradicional basado en la solidaridad u "orgánico", sino una forma lógica de "solidaridad mecánica" (Durkheim, 1893). La asociación toma un nuevo enfoque para lograr los objetivos de negocio. Sustituye el modelo de cliente-proveedor tradicional con un enfoque de colaboración para el logro de un objetivo común; este puede ser la construcción de un hospital, mejorar un contrato de servicio existente o iniciar un nuevo programa de trabajo. Esencialmente, los socios trabajan juntos para lograr un objetivo común acordado mientras que cada participante aún puede conservar diferentes razones para el logro de ese objetivo común.

### Ejemplos
La venta conjunta es un ejemplo de la actividad de la asociación operativa. El intercambio de inteligencia o "integración de la cadena de valor" es un ejemplo de iniciativas de la asociación táctica. Los acuerdos de asociación se utilizan con frecuencia en los diferentes tipos de asociaciones. 
Un ejemplo es el acuerdo estratégico de asociación en el sector de la aviación, que fue elaborado por el Ministerio de Defensa del Reino Unido y AgustaWestland. Ambos socios comparten un objetivo en común acordado para mejorar los servicios de helicópteros y el apoyo a la línea del frente. El Ministerio de la Defensa también desea ofrecer la mejor relación calidad-precio para el contribuyente, mientras que AgustaWestland busca ofrecer la mejor rentabilidad a sus accionistas a través de un flujo de ingresos estable a largo plazo.

### Asociación Empresarial Financiera
El término 'Asociación empresarial financiera' se utiliza para describir a los ejecutivos de finanzas que están trabajando junto a varios departamentos de la empresa, incluyendo a las operaciones, recursos humanos, ventas y marketing, entre otros, suministrando información financiera, herramientas, análisis y comprensión, lo que permite a las compañías tomar decisiones más informadas mientras conducen diversas estrategias de negocio. Aunque las asociaciones empresariales financieras han existido por muchos años, han cobrado mayor importancia, sobre todo, como resultado de la crisis financiera de 2007-2008.
Según la investigación llevada a cabo por Robert Half Reino Unido, el 81% de las empresas del Reino Unido, están buscando formar asociaciones más fuertes entre el departamento de finanzas y otras partes (sectores) del negocio. Matthew Maloney, el director financiero de la compañía de divisas Moneycorp, informó que los esfuerzos para integrar el equipo de finanzas más cerca en el negocio, han dado sus frutos.